# Laura Vicente Nuño
Laura Vicente Nuño (Barcelona, Barcelonès, 8 de març de 1998) és una portera d'hoquei sobre patins catalana.
Es formà al Club d'Hoquei Santa Perpètua i debutà als quinze anys a l'OK Lliga Femenina amb l'Hoquei Club Palau de Plegamans. Amb l'equip vallesà ha aconseguit la majoria dels títols de l'entitat, dues Lligues europees (2021, 2022), quatre OK Lligues (2015, 2019, 2021, 2022), una Lliga catalana i una Supercopa d'Espanya (2022). Internacional amb la selecció espanyola absoluta des del 2015, ha aconseguit tres Campionats del Món (2016, 2017, 2018) i tres d'Europa (2015, 2018, 2021, on fou escollida millor portera del torneig).

## Palmarès
Clubs
- 3 Lligues europea d'hoquei sobre patins femenina: 2020-21, 2021-22, 2024-25
- 5 Lligues espanyoles d'hoquei sobre patins femenina: 2014-15, 2018-19, 2020-21, 2021-22, 2023-24
- 1 Lliga catalana d'hoquei sobre patins femenina: 2020-21
- 1 Copa espanyola d'hoquei sobre patins femenina: 2024
- 1 Supercopa espanyola d'hoquei sobre patins femenina: 2021-22

Selecció espanyola
- 4 medalles d'or al Campionat del Món d'hoquei sobre patins femení: 2016, 2017, 2019 i 2024
- 1 medalla d'argent al Campionat del Món d'hoquei sobre patins femení: 2022
- 3 medalles d'or al Campionat d'Europa d'hoquei sobre patins femení: 2015, 2018 i 2021

Individual
- Millor portera del Campionat d'Europa d'hoquei sobre patins femení de 2021
- Millor portera de la final de la Lliga europea d'hoquei sobre patins de 2021-22